# Microsoft Edge
Microsoft Edge este un browser web multiplatformă creat și dezvoltat de Microsoft. A fost lansat inițial pentru Windows 10 și Xbox One în 2015, pentru Android și iOS în 2017, pentru macOS în 2019 și, ca versiune de previzualizare pentru Linux, în octombrie 2020. Edge poate înlocui Internet Explorer pe Windows 7, Windows 8, Windows 8.1, Windows Server 2008 R2, Windows Server 2012, Windows Server 2012 R2, Windows Server 2016 și Windows Server 2019. Totuși, spre deosebire de Internet Explorer, acest browser nu este compatibil cu Windows Vista sau versiuni anterioare.
Inițial, Edge a fost construit cu propriul motor de browser proprietar, Microsoft EdgeHTML, și motorul JavaScript Chakra, versiune cunoscută acum sub numele de Microsoft Edge Legacy. În 2019, Microsoft a anunțat planurile de a reconstrui browserul pe baza proiectului open-source Chromium, utilizând motoarele Blink și V8. În timpul dezvoltării, cu numele de cod „Anaheim”, Microsoft a pus la dispoziție versiuni de previzualizare ale Edge pentru Windows 7, 8/8.1, 10 și macOS. 
Lansarea publică a noului Edge a avut loc pe 15 ianuarie 2020. În iunie 2020, Microsoft a început distribuirea automată a noii versiuni prin Windows Update pentru versiunile Windows 7, 8.1 și Windows 10 din 2003 până în 2004. Microsoft a încetat să mai lanseze actualizări de securitate pentru Edge Legacy din 9 martie 2021 și a lansat o actualizare de securitate pe 13 aprilie 2021, care a înlocuit Edge Legacy cu Edge bazat pe Chromium. Microsoft a lansat Edge bazat pe Chromium grupului Xbox Insider Alpha Skip Ahead pe 6 martie 2021 și tuturor utilizatorilor în septembrie 2021.

## Caracteristici
Microsoft Edge este browserul web implicit pe Windows 10, Windows 10 Mobile, Windows 11, Xbox One și Xbox Series X și Series S, înlocuind Internet Explorer 11 și Internet Explorer Mobile. Deoarece dezvoltarea și lansarea sa depind de modelul Windows ca serviciu, Edge nu este inclus în versiunile Windows 10 Enterprise Long-Term Servicing Channel (LTSC). 
Inițial, Microsoft a anunțat că Edge va suporta vechiul motor de afișare Trident (MSHTML) pentru compatibilitate cu versiunile anterioare. Ulterior, în urma unui „feedback puternic”, s-a decis ca Edge să utilizeze un motor nou, în timp ce Internet Explorer va continua să folosească motorul vechi. 
Favoritele, lista de lecturi, istoricul de navigare și descărcările pot fi accesate prin Hub, o bară laterală care oferă funcționalități similare cu Managerul de descărcări și Centrul de Favorite din Internet Explorer. 
Edge include un cititor PDF integrat și suportă asm.js. Până în ianuarie 2021, Edge avea și un Adobe Flash Player integrat, cu o listă albă internă care permitea încărcarea automată a appleturilor Flash de pe site-uri precum Facebook, ocolind alte controale de securitate care necesitau activarea utilizatorului. 
Edge nu suportă tehnologii vechi precum ActiveX și Browser Helper Objects, utilizând în schimb un sistem de extensii bazat pe API-ul WebExtension. Pentru compatibilitate, Internet Explorer 11 rămâne disponibil alături de Edge pe Windows 10; această versiune este identică cu cea din Windows 8.1 și nu utilizează motorul Edge, așa cum fusese anunțat anterior. 
Edge se integrează cu platformele online Microsoft pentru a oferi control vocal, funcționalități de căutare și informații dinamice legate de căutările din bara de adrese. Utilizatorii pot face adnotări pe paginile web, care pot fi stocate și partajate prin OneDrive, și pot salva pagini în formatele HTML și MHTML pe computerele lor. De asemenea, Edge se integrează cu funcția „Listă de citire” și oferă un „Mod de citire” care elimină formatarea inutilă din pagini pentru a îmbunătăți lizibilitatea. 
Suportul preliminar pentru extensii de browser a fost adăugat în martie 2016, odată cu versiunea 14291, inițial fiind acceptate trei extensii. Microsoft a indicat că întârzierea în oferirea suportului pentru extensii și numărul redus al acestora au fost cauzate de preocupări legate de securitate. 

### EdgeHTML
EdgeHTML a fost motorul de afișare dezvoltat inițial pentru Edge, derivat din Trident, eliminând codul moștenit din versiunile mai vechi de Internet Explorer și rescriind majoritatea codului sursă pentru a sprijini standardele web și a asigura interoperabilitatea cu alte browsere moderne. EdgeHTML a fost scris în C++. 
Motorul de redare a fost lansat pentru prima dată ca opțiune experimentală în Internet Explorer 11, ca parte a versiunii Windows 10 Preview 9926. 
EdgeHTML a fost conceput pentru a fi pe deplin compatibil cu motorul de afișare WebKit utilizat de Safari, Chrome și alte browsere. Microsoft a declarat că orice diferențe între Edge și WebKit sunt considerate erori care trebuie remediate. 
O analiză a motorului în versiunea beta Windows 10 realizată de AnandTech a evidențiat îmbunătățiri substanțiale față de Trident, în special în performanța motorului JavaScript, ajungând la un nivel comparabil cu cel al Google Chrome. Alte teste axate pe performanța API-ului WebGL au arătat că EdgeHTML oferă performanțe superioare comparativ cu Google Chrome și Mozilla Firefox. 

### Standarde HTML5
Inițial, Edge nu avea suport pentru standarde media deschise precum WebM și Opus, dar acestea au fost adăugate ulterior în Edge 14.14291. Versiunea EdgeHTML a Microsoft Edge rămâne instalată din motive de compatibilitate, dar Windows o ascunde (versiunea 44.19041.1.0). 
Începând din august 2020, Edge 84 a obținut un scor de 496 din 555 la testul HTML5.

### Strategie de lansare
Cadența de lansare a Microsoft Edge Legacy a fost legată de ciclul de lansare al Windows 10 și a utilizat programul Windows Insider pentru a previzualiza noile versiuni ale browserului, cunoscute sub denumirea de „Edge Preview”. Fiecare versiune majoră a Windows a inclus o versiune actualizată a Edge și a motorului său de redare.
Pe 8 aprilie 2019, Microsoft a anunțat introducerea a patru canale de previzualizare: Canary, Dev, Beta și Stable, lansând în aceeași zi canalele Canary și Dev cu primele versiuni de previzualizare ale noului Edge. Microsoft numește colectiv canalele Canary, Dev și Beta „canalele privilegiate Microsoft Edge”. Ca rezultat, actualizările Edge au fost decuplate de noile versiuni de Windows. Versiunile majore ale Edge Stable sunt acum programate pentru lansare la fiecare 6 săptămâni, urmând îndeaproape lansările versiunilor Chromium.

## Dezvoltare

### Spartan (2014-2019)
În decembrie 2014, Mary Jo Foley de la ZDNet a raportat că Microsoft dezvoltă un nou browser web, cu numele de cod „Spartan”, destinat Windows 10. Acesta urma să fie un produs distinct de Internet Explorer, păstrând totuși Internet Explorer 11 pentru compatibilitate. 
La începutul lunii ianuarie 2015, The Verge a obținut informații suplimentare despre „Spartan”, indicând că acesta ar înlocui Internet Explorer atât în versiunile desktop, cât și mobile ale Windows 10. Microsoft a prezentat oficial „Spartan” pe 21 ianuarie 2015, descriindu-l ca un produs separat de Internet Explorer, fără a dezvălui denumirea finală. 
„Spartan” a devenit disponibil publicului ca browser implicit în Windows 10 Technical Preview build 10049, lansat la 30 martie 2015. Noul motor utilizat de „Spartan” a fost inclus în versiunile Windows 10 ca parte a Internet Explorer 11. Ulterior, Microsoft a anunțat că Internet Explorer va fi depreciat în Windows 10 și nu va folosi motorul „Spartan”. 
Pe 29 aprilie 2015, în cadrul conferinței Build, s-a anunțat că „Spartan” va fi cunoscut oficial sub numele de Microsoft Edge. Logo-ul și brandingul browserului au fost concepute pentru a menține continuitatea cu identitatea vizuală a Internet Explorer. Brandul „Project Spartan” a fost utilizat în versiunile lansate după Build 2015. La 25 iunie 2015, Microsoft a lansat versiunea 19.10149 pentru Windows 10 Mobile, care includea noul brand. Pe 28 iunie 2015, a urmat versiunea 20.10158 pentru versiunile desktop, incluzând și brandingul actualizat. La 15 iulie 2015, Microsoft a lansat versiunea 20.10240 ca versiune finală pentru Insiders, aceeași versiune fiind disponibilă pentru consumatori pe 29 iulie 2015.
Pe 12 august 2015, Microsoft a inițiat programul de previzualizare pentru următoarea versiune de Microsoft Edge, lansând versiunea 20.10512 pentru utilizatorii de dispozitive mobile, urmată la 6 zile de versiunea 20.10525 pentru utilizatorii de desktop. Previzualizarea a primit multiple actualizări, iar pe 5 noiembrie 2015, Microsoft a lansat versiunea 25.10586 ca versiune finală pentru a doua lansare publică a Edge pentru utilizatorii de desktop. Pe 12 noiembrie 2015, actualizarea a fost disponibilă atât pentru utilizatorii de desktop, cât și pentru cei de Xbox One, ca parte a Noii experiențe Xbox Update. Pe 18 noiembrie 2015, actualizarea a fost lansată pentru Windows 10 Mobile, iar pe 19 noiembrie 2015, a fost inclusă în Windows Server 2016 Technical Preview 4.
În noiembrie 2017, Microsoft a lansat versiuni ale Edge pentru Android și iOS, oferind integrare și sincronizare cu versiunea desktop de pe computerele Windows 10. Din cauza restricțiilor platformei și a altor factori, aceste versiuni nu utilizează același motor de afișare ca versiunea desktop, ci folosesc motoare native bazate pe WebKit pentru sistemele de operare respective. 
În aprilie 2018, Edge a adăugat opțiunea de dezactivare a sunetului pe file. În iunie 2018, suportul pentru specificațiile de autentificare web a fost adăugat în versiunile Windows Insider, cu suport pentru Windows Hello și tokenuri de securitate externe. 
Microsoft a încetat să mai ofere suport pentru Microsoft Edge Legacy pe 9 martie 2021. La 13 aprilie 2021, Microsoft a lansat o actualizare cumulativă de securitate care a înlocuit Edge Legacy cu noul Edge bazat pe Chromium. 

### Anaheim (2019 – prezent)
Pe 6 decembrie 2018, Microsoft și-a anunțat intenția de a baza Edge pe codul sursă Chromium, utilizând același motor de redare ca Google Chrome, dar cu îmbunătățiri dezvoltate de Microsoft. De asemenea, s-a anunțat că vor exista versiuni de Edge disponibile pentru Windows 7, Windows 8 și macOS, iar toate versiunile vor fi actualizate mai frecvent. Potrivit executivului Microsoft Joe Belfiore, decizia de a schimba a venit după ce CEO-ul Satya Nadella a declarat echipei în 2017 că produsul trebuie să fie mai bun și a insistat pentru înlocuirea motorului de redare intern cu unul open-source. 
Pe 8 aprilie 2019, primele versiuni ale noului Edge pentru Windows au fost lansate publicului. Pe 20 mai 2019, primele versiuni de previzualizare ale Edge pentru macOS au fost lansate publicului, marcând prima dată în 13 ani când un browser Microsoft era disponibil pe platforma Mac. Ultima dată când un browser Microsoft a fost disponibil pe platforma Mac a fost Microsoft Internet Explorer pentru Mac, care a fost retras în ianuarie 2006.
Pe 18 iunie 2019, într-o postare IAmA pe Reddit, un dezvoltator Edge a declarat că, teoretic, este posibil ca o versiune Linux să fie dezvoltată în viitor, dar nu a început de fapt nicio lucrare în acest sens. Pe 19 iunie 2019, Microsoft a făcut Edge disponibil atât pentru Windows 7, cât și pentru Windows 8 pentru testare. Pe 20 august 2019, Microsoft a lansat prima versiune beta a Edge pentru Windows 7, Windows 8, Windows 10 și macOS. 
În august 2019, suportul pentru formatul de fișier EPUB a fost eliminat. 

## Performanță
Primele teste ale motorului EdgeHTML, incluse în versiunea beta inițială a Edge din Windows 10 Build 10049, au demonstrat o performanță JavaScript semnificativ îmbunătățită față de Trident 7 din Internet Explorer 11, fiind comparabilă cu cea a Google Chrome 41 și Mozilla Firefox 37. În benchmark-ul SunSpider, Edge a depășit alte browsere, însă în alte teste a avut performanțe inferioare comparativ cu Google Chrome, Mozilla Firefox și Opera. 
Testele ulterioare, realizate cu versiunea inclusă în build-ul 10122, au arătat îmbunătățiri semnificative față de IE11 și Edge din build-ul 10049. Conform rezultatelor prezentate de Microsoft, această versiune a Edge a depășit atât Chrome, cât și Firefox în benchmark-urile Octane 2.0 de la Google și Jetstream de la Apple. 
În iulie 2015, Edge a obținut 377 din 555 de puncte la testul HTML5. Pentru comparație, Chrome 44 a obținut 479 de puncte, Firefox 42 a obținut 434, iar Internet Explorer 11 a obținut 312. 
În august 2015, Microsoft a lansat Windows 10 Build 10532 pentru utilizatorii Insider, care includea Edge versiunea 21.10532.0. Această versiune beta a obținut 445 din 555 de puncte la testul HTML5. 
În iulie 2016, odată cu lansarea Windows 10 Build 14390 pentru utilizatorii Insider, versiunea de dezvoltare a browserului a obținut 460 din 555 de puncte la testul HTML5. Pentru comparație, Chrome 51 a obținut 497 de puncte, Firefox 47 a obținut 456, iar Safari 9.1 a obținut 370.

### Eficiență energetică
În iunie 2016, Microsoft a publicat rezultate de referință care demonstrau o eficiență energetică superioară a Edge în comparație cu alte browsere web majore. Opera a contestat aceste rezultate, prezentând propriile teste în care browserul său ieșea pe primul loc. Testele independente realizate de PC World au confirmat concluziile Microsoft. Cu toate acestea, în iunie 2017, testele efectuate de Linus Sebastian au arătat că, la acel moment, Chrome avea cea mai bună performanță a bateriei. 

## Recepție
Într-o recenzie din august 2015 a Windows 10, Dan Grabham de la TechRadar a lăudat performanța Microsoft Edge, în ciuda faptului că nu avea toate funcționalitățile complete la lansare. Andrew Cunningham de la Ars Technica a apreciat browserul ca fiind „extrem de promițător” și „un browser mult mai bun decât a fost vreodată Internet Explorer”, dar a criticat lipsa anumitor funcționalități la lansare. Thom Holwerda de la OSNews a criticat Edge în august 2015 pentru bara URL ascunsă, lipsa de ușurință în utilizare, designul slab și un sistem de file pe care l-a descris ca fiind „atât de complet rupt încât nu ar fi trebuit să fie livrat niciodată într-o versiune finală”. El a caracterizat funcționalitățile implementate ale browserului ca „un fel de glumă cosmică”, afirmând că „înfuriat nici măcar nu începe să o descrie”. 
Datele din august 2015, la câteva săptămâni după lansare, au arătat o utilizare scăzută a Edge, doar 2% din totalul utilizatorilor de computere folosind noul browser. Procentul utilizatorilor de Windows 10 care utilizau Edge a atins un maxim de 20%, scăzând la 14% până în august 2015. 
În octombrie 2015, un cercetător în domeniul securității a publicat un raport care descria o eroare în modul „InPrivate” al Edge, determinând ca datele referitoare la site-urile vizitate să fie încă memorate în cache în directorul de profil al utilizatorului, făcând posibil ca alții să determine site-urile vizitate. Eroarea a atras atenția generală la începutul lunii februarie 2016 și a fost remediată cu o actualizare cumulativă pe 9 februarie 2016. 
Trecerea Microsoft la motorul Blink pentru Edge a avut o recepție mixtă. Mișcarea crește consistența compatibilității platformei web între principalele browsere, dar a atras critici pentru reducerea diversității pe piața generală a browserelor web și pentru creșterea influenței Google (dezvoltatorul motorului de afișare Blink) pe piață, prin faptul că Microsoft a renunțat la dezvoltarea independentă a propriului motor de browser. 
Potrivit lui Douglas J. Leith, profesor de informatică la Trinity College din Dublin, Microsoft Edge se numără printre browserele mai puțin private. Ca răspuns, un purtător de cuvânt de cuvânt al Microsoft Edge a explicat că utilizează datele de diagnostic ale utilizatorului pentru a îmbunătăți produsul. 
În iunie 2020, utilizatorii au criticat actualizările recente ale Windows 7, Windows 8.1 și Windows 10 care au instalat Edge și au importat unele date de utilizator din Chrome și Firefox înainte de a obține permisiunea utilizatorului. Microsoft a răspuns afirmând că, dacă un utilizator refuză permisiunea de import a datelor în Edge, atunci Edge va șterge datele importate. Cu toate acestea, dacă browserul se blochează înainte ca utilizatorul să aibă șansa de a refuza importul, datele deja importate nu vor fi șterse. The Verge a numit aceste tactici „spyware” și a numit „experiența de prima rundă” a lui Edge „un model întunecat”. 